# Trigonorhinus zeae
Trigonorhinus zeae é uma espécie de insetos coleópteros polífagos pertencente à família Anthribidae.
A autoridade científica da espécie é Wolfrum, tendo sido descrita no ano de 1931.
Trata-se de uma espécie presente no território português.